# Coniothyrium glomerulatum
Coniothyrium glomerulatum är en svampart som beskrevs av Sacc. 1879. Coniothyrium glomerulatum ingår i släktet Coniothyrium och familjen Leptosphaeriaceae.   Inga underarter finns listade i Catalogue of Life.